# Перелесник

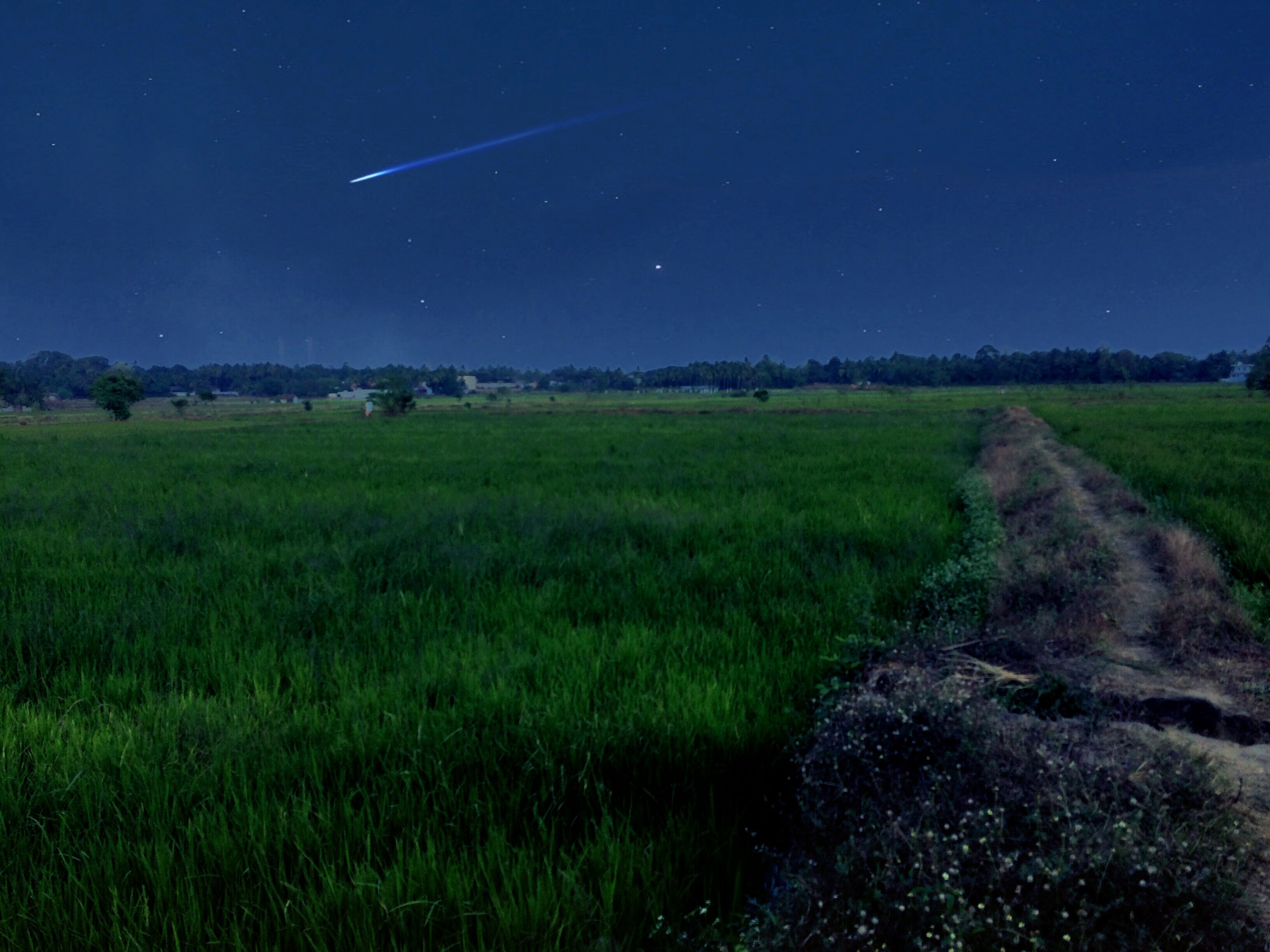
Метеори уявлялися як перелесники

Переле́сник, налі́тник, літа́вець, літу́н або вогняний змій — у слов'янській міфології злий дух, що шкодить людям, набуваючи подоби їхніх близьких, уособлення небесних вогнів — метеорів і блискавок.

## Образ перелесника
В українців цей дух зветься перелесником, налітником або літуном. За народними віруваннями, перелесник літає в подобі вогню з довгим слідом («хвостом») і тоді його можна побачити в небі. Якщо пролітає над хатою, то господарство в ній занепаде. Потрапивши в хату, він набуває подоби померлої близької людини, як правило чоловіка. Разом з тим має певні недоліки, такі як відсутність хребта. Втілившись в образ померлого, перелесник може вступати у подружнє життя з живими людьми. Вночі зваблює жінок, приносить подарунки, та зі сходом сонця вони перетворюються на гній або черепки. Також розкидає на дорозі прикраси і хто підніме їх без благословіння, того перелесник і обирає собі за жертву. Поступово перелесник забирає здоров'я та розум, врешті призводячи до смерті. Згідно інших переказів, він шукає нагоди обійняти людину, а коли це вдається, сильно стискає, та починає всихати і швидко помирає.
Перелесниками ставали одмінки — підкинуті нечистою силою фальшиві діти. Оскільки одмінків, не розпізнавши, часто хрестять, то вирослі з них перелесники не бояться звичайних засобів проти нечистої сили. В російських повір'ях одмінок не може називати імен Ісуса й Богородиці, кажучи «Сус Христос» і «Чудородиця», за чим його можна викрити. Народжені від перелесників діти також схожі на одмінків, вони ненажерливі та швидко помирають, часом холодні та схожі на драглі. За іншою версією перелесником стає дух померлого, за яким дуже тужать живі.
Вважалося, що позбутися перелесника звичайній людині неможливо. Можна лише віднадити духа, коли він летить, повторюючи «амінь» — скільки разів це слово буде повторене, на стільки сажнів перелесник погрузне в землю. Втім інша версія стверджує, що перелесник зникне, коли на нього одягнути хрестик. В Карпатах вірили, що позбутися перелесника можна, здивувавши його. Коли жінка має сина й дочку, то їх слід одягнути, як на весілля. Перелесник запитає навіщо це зроблено, тоді слід сказати, що вони одружуються. На питання духа хіба так буває, щоб діти одружувалися, жінка повинна відповісти «А хіба буває так, щоб мертвий до живої ходив?» і перелесник щезне. В російських віруваннях, персонаж вогняний змій, який асоціюється з перелесником, не здатний прийти до жінки, що спить з дитиною чи іншою людиною. Його відлякує різне зілля, читання молитви, перехрещування вікон і димаря з примовлянням «амінь».

## Перелесник в мистецтві
«Лісова пісня» — драма-феєрія Лесі Українки. Перелесник Лесі Українки — це вогняний дух, що залицяється до Мавки. Він має червоне довге волосся, червоний одяг і чорні брови.
«Перелесник» (2024) — короткометражний український фільм в жанрі фентезі. Режисерки Любов Павлова, Олександра Каднікова. Перелесник постає перед глядачем звабливим юнаком з чорним волоссям і жовтими очима. Роль Перелесника виконує Данило Коломієць.